# Кампоротондо (Империја)
Кампоротондо (итал. Camporotondo) је насеље у Италији у округу Империја, региону Лигурија.
Према процени из 2011. у насељу је живело 67 становника. Насеље се налази на надморској висини од 193 м.